# آنار محمدلی
آنار محمدلی (ترکی آذربایجانی: Məmmədli Anar Asaf oğlu؛ زادهٔ ۱۹۷۸ ‏(۴۷ سال)) فعال حقوق بشر اهل جمهوری آذربایجان است.